# Brit Honduras az 1972. évi nyári olimpiai játékokon
Brit Honduras az NSZK-beli Münchenben megrendezett 1972. évi nyári olimpiai játékok egyik részt vevő nemzete volt. Az országot az olimpián 1 sportágban 1 sportoló képviselte, aki érmet nem szerzett. Belize itt szerepelt utoljára Brit Honduras néven.

## Sportlövészet
Nyílt
| Versenyző     | Versenyszám       | Pont | Helyezés |
| ------------- | ----------------- | ---- | -------- |
| Owen Phillips | Szabadpisztoly    | 376  | 59.      |
| Owen Phillips | Sportpuska, fekvő | 555  | 101.     |